# Lószerszám

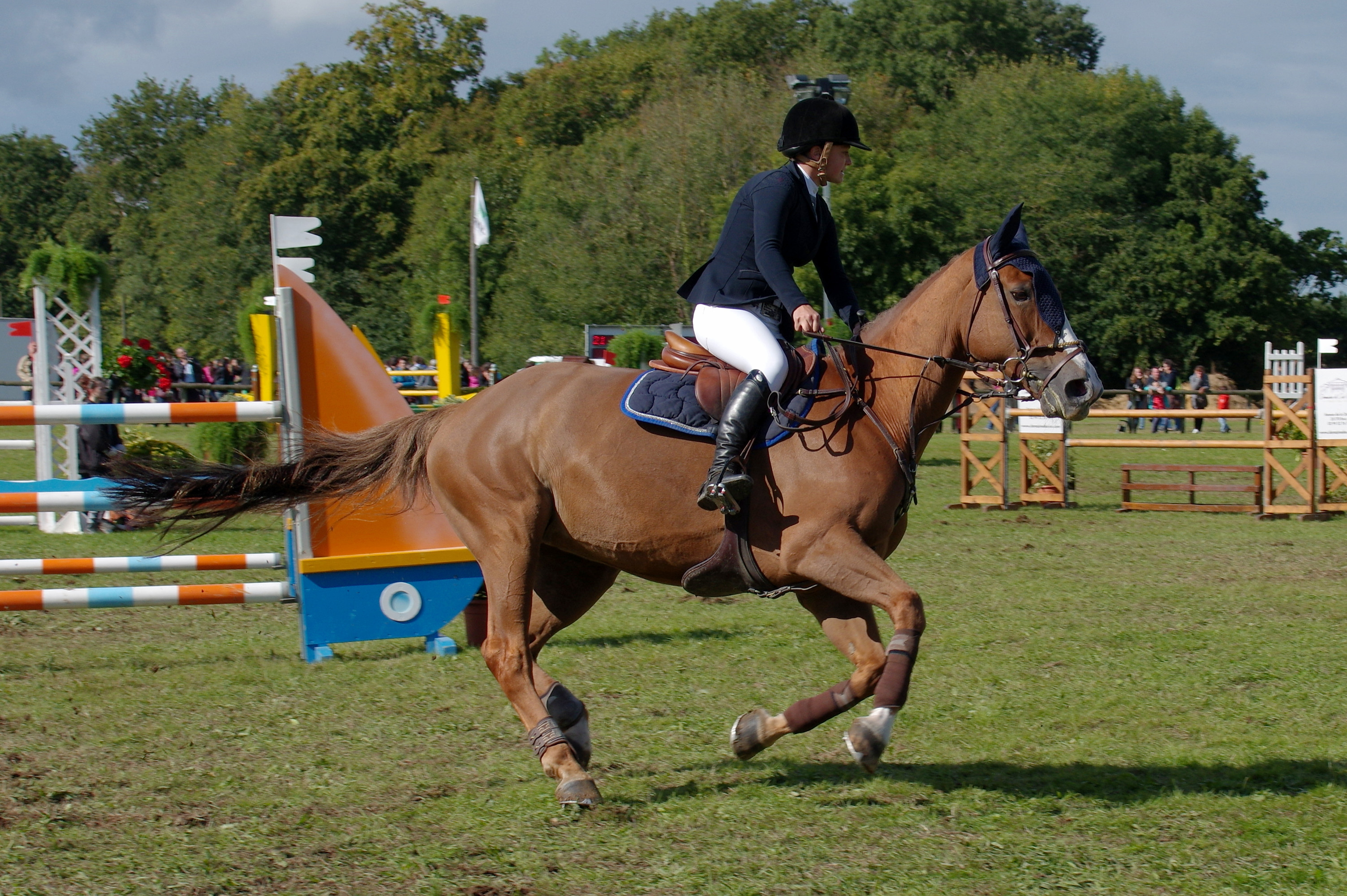
Modern lószerszámok egy akadályversenyen részt vevő lovon

A lószerszám megnevezés egyaránt jelenti a hagyományos harci felszerelést és a kocsivontatáshoz használt szereléket is.

## A történelmi lovasnépek lovaskatonájának lószerszáma

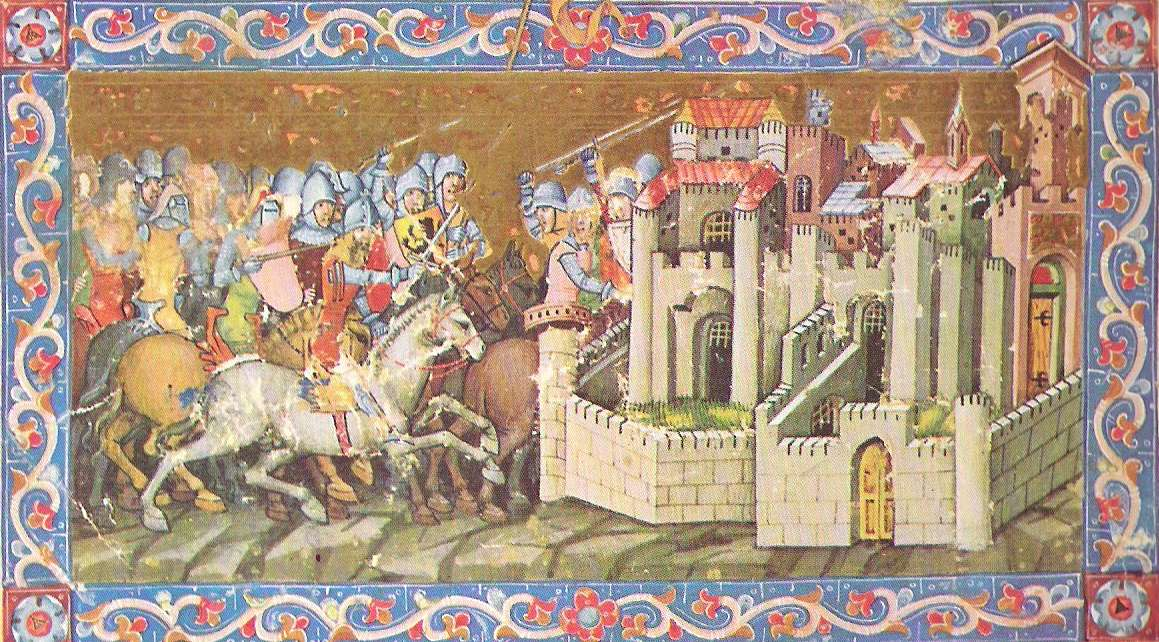
A hunok egy várost ostromolnak. A Képes krónika képén jól látható a lovas nyerge és annak fölerősítése a ló hasa alatt átvetett szíjjal

A magyar hagyomány évezredek lovasműveltségét őrzi. E műveltségkör állattenyésztő népek körében fejlődött ki, akik a nyájak, gulyák, ménesek és falkák nevelésével, őrzésével, kereskedelmével, földolgozásával, az állatok mindenféle hasznosításával foglalkoztak. Az állatok őrzése során kitűnő lovaskatonákká is kiképezték magukat. 
A lószerszám legfontosabb elemei az ember lóra illesztéséhez és a ló kormányzásához kapcsolódnak. A nyereg és a nyeregtakaró, valamint a kengyel és ezek szíjazata teszi lehetővé azt, hogy a lovas biztosan üljön és változatos testmozdulatokat is végezzen a lovon. A zabla a ló kormányzásának eszköze. A szíjazat, a hám, lehetővé teszi, hogy a felszerelést a ló testéhez rögzítsük. A hám elülső része a szügyhám, a ló fara felé eső része a farhám. 
A lószerszám kiegészül a ló harci vagy díszítő fölszerelésével is. Ilyen a csótár, amely a ló fején lévő sörényt fogja össze és ilyen a lófarok csomózása is.

### Nyereg
A nyereg szerkezete fából készül. Az ősi sztyeppei népek fanyerge négy részből tevődik össze: két nyeregtalpból (vagy más néven nyeregdeszkából) és az azokra szerelt elülső és hátsó kápából. A nyeregtalpak vízszintesen helyezkednek el a ló hátán és kissé ívelt hajlásúak is, hogy jól feküdjenek föl a ló hátára. Az elülső kápa meredekebb, a hátsó kápa laposabb szögben hajlik a két nyeregdeszka fölé. A csapolással összeerősített szerkezetre úgy erősítenek föl a két kápa között kifeszített erős nyersbőrt, hogy azon azután a lovas rugalmasan ülhessen.

### Nyeregtakaró
A nyeregtakaró a ló hátát védi a lovas nadrágjának és más fölszerelési tárgyának a horzsolásaitól. Gyakran díszítik mitikus jelenetekkel. Legismertebbek talán a paziriki ásatásokon Szergej Rudenko által föltárt és könyveiben színes változatban is közzétett, a szkíta-hun királysírokból származó állatküzdelmes nyeregtakarók.

### Kengyel
A kengyel vasból készült. Lényegében egy gyűrű, amely szíjon függ. A szíj át van vetve a ló hátán széles bőralátámasztással és a két gyűrűbe a lovas a lábfejét bele tudja bújtatni. A széles alátámasztás lehetővé teszi, hogy fölálljon a nyeregből. Legismertebb talán a körte alakú kengyel. A kengyel gyűrűje hosszúkás fölfelé és a felső végén van a szíj bujtatója.

### Zabla
A zabla is vasból készül, de régebben voltak bronzból készült zablák is. A ló szájába (a fogatlan szájzugba) helyezett, középen áthurkolt fémpálca ez, melynek szájon kívüli végére illeszkednek a zablapálcák és a zablakarikák. A zablapálcák a ló pofáján jobbról is és balról is lehatárolják a ló fejét és nehezítik a mozgását, mert a zablakarika a kiinduló pontja a lovas kezébe futó kantárnak.

### Kantár
A kantár a ló irányításához használt lószerszám, melyet a ló fejére helyeznek. 

### Kantárszár
A kantárszár az a bőrszíj, amivel a lovas a ló oldalirányú mozgását a szíj meghúzásával, a meghúzás erejével szabályozza.

### Csótár
Csótárba foglalják a ló szembe omló szőrzetét. A csótár és a szalagdíszítéses, sallangos lófelszerelés az ünnepi fölvonulások egyik tartozéka. A japán udvari fölvonulások lóábrázolásain az ugráló lovak mozgását még fokozza a lengő sallangok látványa.

### Lópatkó
A lópatkó a pata alakjának megfelelően ívesen hajlított fémeszköz, amit a patkolókovácsok a ló patáira szegelnek, hogy azt a kopástól megvédjék. A nomád népek, köztük a honfoglaló magyarság még nem ismerte, a patkó valószínűleg szláv közvetítéssel került hozzánk.

### Gyeplő
A gyeplő a ló irányítására, kormányzására használható hosszú hurok alakú szíj; hurkos végét a hajtó tartja, másik végének elágazó szárai a kantárhoz, a zabla karikájába vannak fűzve.

## Nevezetes lószerszámok
A történelem során a művészetek számos lószerszámot megörökítettek. Ősi lovasfelszerelések láthatók 
már bronzkori eszközökön. A kocsiba fogott ló szerszámzatát is és a harcosok, lovaskatonák lószerszámzatát is megörökítették. Egyik ilyen példa az a fésű, amelyet egy szkíta királysírban találtak meg. A Képes krónikában láthatjuk a teljes lovasnomád lószerszámot. Ugyancsak teljes a lószerszám ábrázolása a japán haniva lovakon. Maga a lószerszám csodálatos épségben maradt fönn a paziriki szkíta-hun királysírokban.

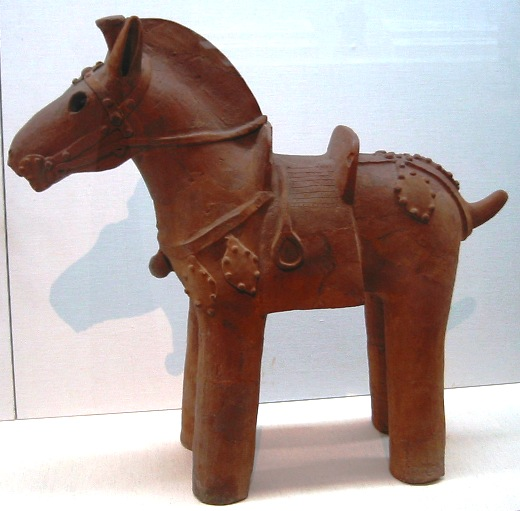
A Kr. u. 6-7. századi japán haniva kerámia szobron jól látható már a kengyel ábrázolása is
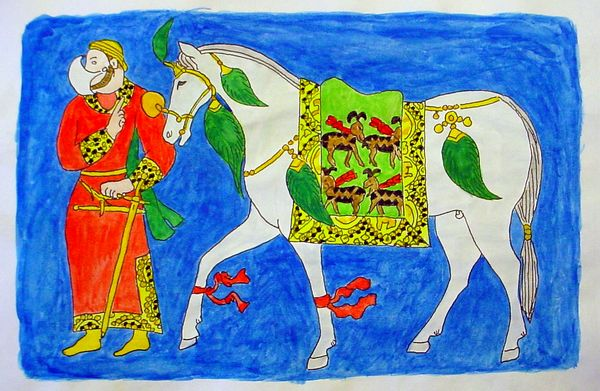
Díszes nyeregtakaróval borított ló. Részlet Afrasziabból, a fejedelem palotájának 6-7. századi falfestményeiről
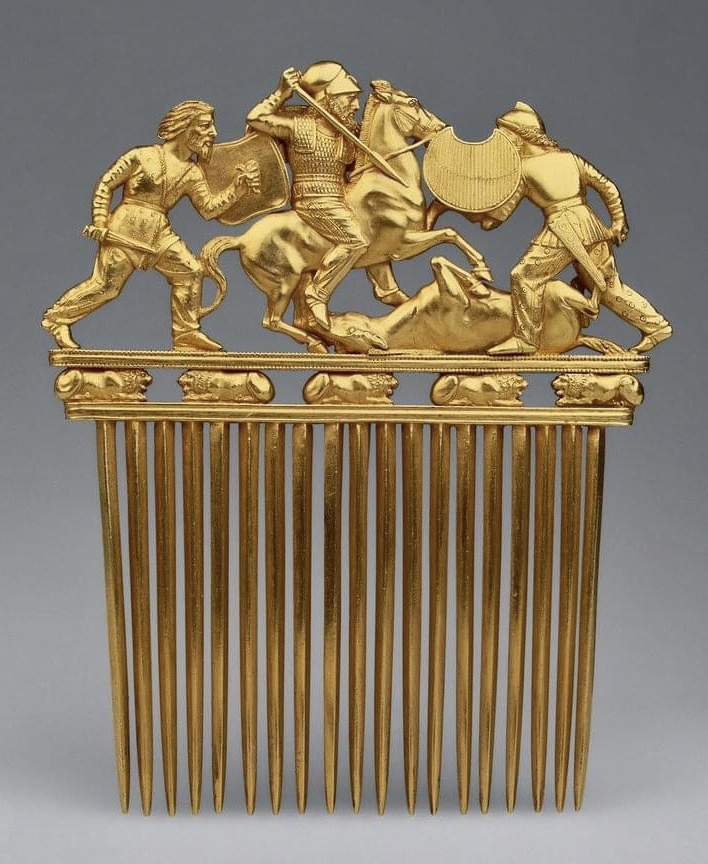
Szkíta fésű a Solocha-kurgánból – a lovon csak a zabla használata figyelhető meg
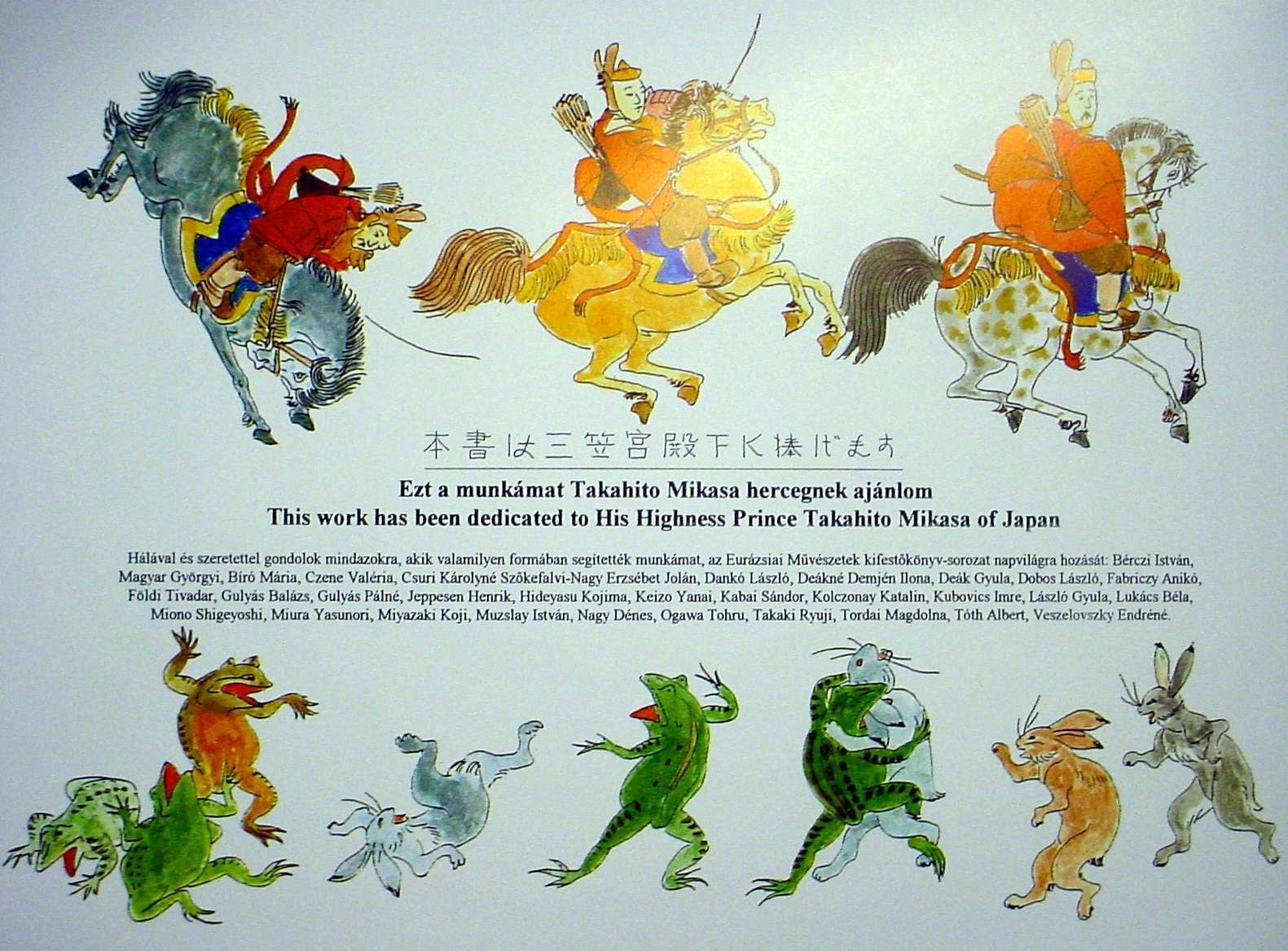
Díszes sallangokkal díszített lovak fölvonulása egy japán rajzon
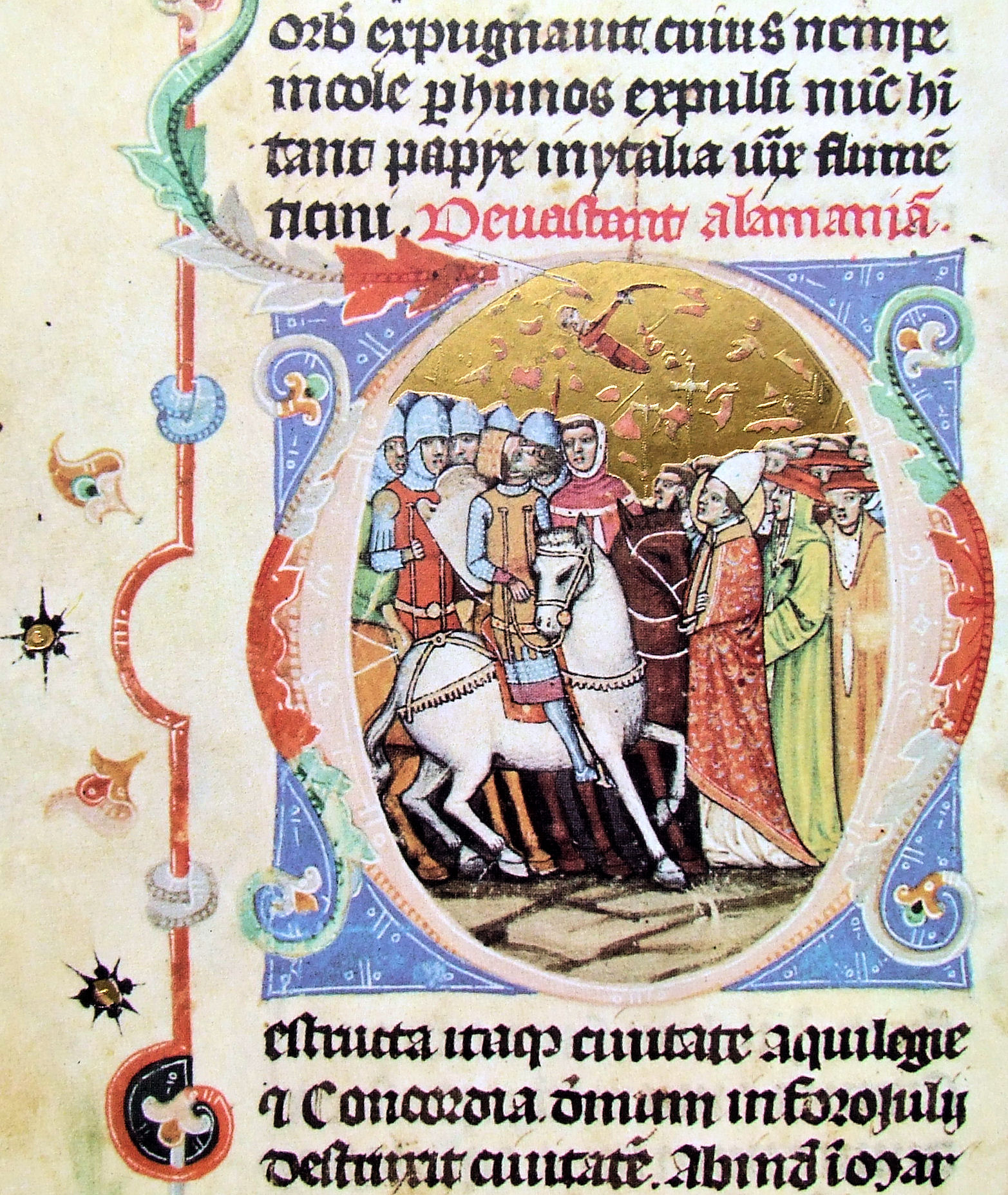
A Leó pápával találkozó Attila Képes krónikában ábrázolt lószerszáma minden fontos részletet bemutat